# Segretario di Stato per gli affari del Commonwealth
La carica di segretario di Stato per gli affari del Commonwealth era una carica britannica di livello ministeriale creata il 1º agosto 1966, responsabile delle relazioni del Regno Unito con i paesi facenti parte del Commonwealth delle nazioni (quindi con i paesi che una volta, tranne Mozambico e Ruanda, avevano fatto parte dell'Impero britannico). La posizione era stata creata dalla fusione di due cariche: quella di segretario di Stato per le relazioni del Commonwealth e quella di segretario di Stato per le Colonie.
Nel 1968 anche questa carica è stata fusa con un'altra, ossia con la carica di segretario di Stato per gli affari esteri, dando origine all'odierna posizione di segretario di Stato per gli affari esteri e del Commonwealth.

## Segretari di Stato per gli affari del Commonwealth, 1966—1968
| Segretario | Segretario     | Partito           | Inizio         | Fine            | Governo       |
| ---------- | -------------- | ----------------- | -------------- | --------------- | ------------- |
|            | Herbert Bowden | Partito Laburista | 1 agosto 1966  | 29 agosto 1967  | Harold Wilson |
|            | George Thomson | Partito Laburista | 29 agosto 1967 | 17 ottobre 1968 | Harold Wilson |